# 塔什特普區

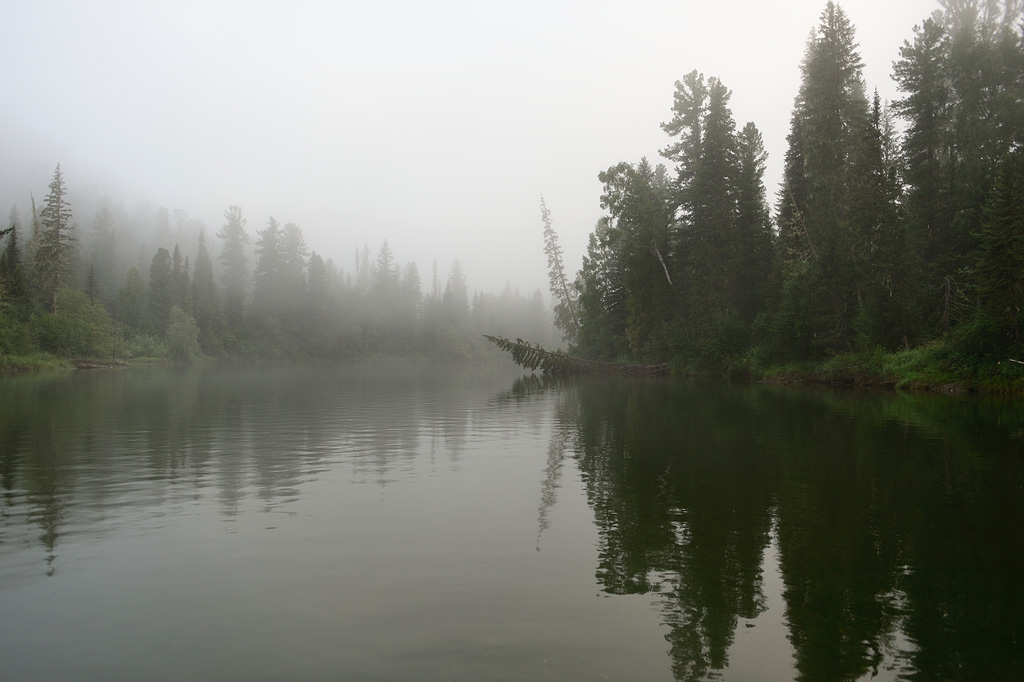

52°12′43″N 88°16′01″E / 52.212°N 88.267°E
塔什特普區（俄语：Таштыпский район），是俄羅斯的一個區，位於該國南部，由哈卡斯共和國負責管轄，面積20,290平方公里，2010年人口16,582，人口密度每平方公里0.82人。